# HD 77258
HD 77258 är en dubbelstjärna belägen i den norra delen av stjärnbilden Seglet och som också har Bayer-beteckningen w Velorum. Den har en kombinerad skenbar magnitud av ca 4,45 och är svagt synlig för blotta ögat där ljusföroreningar ej förekommer. Baserat på parallax enligt Gaia Data Release 2 på ca 15,0 mas, beräknas den befinna sig på ett avstånd på ca 218 ljusår (ca 67 parsek) från solen. Den rör sig närmare solen med en heliocentrisk radialhastighet på ca -7 km/s.

## Egenskaper
Primärstjärnan HD 77258 A är en gul till vit jättestjärna  av spektralklass G8-K1 III, som har förbrukat förrådet av väte i dess kärna och utvecklats bort från huvudserien. År 1975 markerade S. Maladora dess spektrum som märkligt. Den har en radie som är ca 8 solradier och har ca 69 gånger solens utstrålning av energi från dess fotosfär vid en effektiv temperatur av ca 5 900 K.
HD 77258 är en enkelsidig spektroskopisk dubbelstjärna med en omloppsperiod av 74,14 dygn och en excentricitet på 0,00085, vilket anger att banan är väsentligen cirkulär. Nivån på ultraviolett strålning som kommer från konstellationen tyder på att följeslagaren är en het stjärna av spektralklass A6.5 eller A7. Den är även en källa till röntgenstrålning.